# Quay Corporation 500 Series
Quay Corporation 500 Series (500 Series) је био професионални рачунар фирме QUAY Corporation који је почео да се производи у Сједињеним Америчким Државама од 1980. године.
Користио је Z-80A као микропроцесор. RAM меморија рачунара је имала капацитет од 32 KB прошириво до 64 KB. 
Као оперативни систем кориштен је CP/M.

## Детаљни подаци
Детаљнији подаци о рачунару 500 Series су дати у табели испод.
|                       |                                                             |
| [ 1 ]                 |                                                             |
| Произвођач            |                                                             |
| Тип                   | професионални рачунар                                       |
| Меморија              | 32 прошириво до 64 KB                                       |
| Поријекло             | Сједињене Америчке Државе                                   |
| Година                | 1980                                                        |
| Тастатура             | зависно од видео терминала                                  |
| Процесор              |                                                             |
| Фреквенција процесора | 4 .                                                         |
| RAM                   | 32 прошириво до 64 KB                                       |
| ROM                   |                                                             |
| Текст                 | видео терминал                                              |
| Графика               |                                                             |
| Боја                  |                                                             |
| Звук                  | General Instruments AY-3-8910 програмибилни генератор звука |
| Димензије             | 16 x 18 x 6 инча                                            |
| Портови               |                                                             |
| Оперативни систем     |                                                             |